# Qarahjah Āghle
Qarahjah Āghle (persiska: قَرَهچَه داغِ آخلی, قره جه آغل, Qarahchah Dāgh-e Ākhlī) är en ort i Iran.   Den ligger i provinsen Ardabil, i den nordvästra delen av landet, 500 km nordväst om huvudstaden Teheran. Qarahjah Āghle ligger 318 meter över havet och antalet invånare är 135.
Terrängen runt Qarahjah Āghle är huvudsakligen kuperad, men den allra närmaste omgivningen är platt. Qarahjah Āghle ligger nere i en dal. Runt Qarahjah Āghle är det ganska tätbefolkat, med 58 invånare per kvadratkilometer. Närmaste större samhälle är Āqā Moḩammad Beyglū, 2,2 km norr om Qarahjah Āghle. Trakten runt Qarahjah Āghle består till största delen av jordbruksmark.